# Roula Khalaf
Roula Khalaf (Beirut) es una periodista libanesa, nombrada directora designada del Financial Times, después de haber sido su directora adjunta y editora extranjera. En noviembre de 2019, se anunció que sucedería a Lionel Barber como director del Financial Times a principios de 2020 convirtiéndose Khalaf en la primera mujer en este cargo en los 131 años de historia del periódico económico.

## Trayectoria
Khalaf nació en Beirut y creció allí durante la guerra civil libanesa. Obtuvo su licenciatura en la Universidad de Siracusa y un Master en Relaciones Internacionales en la Universidad de Columbia en Nueva York. Comenzó su carrera como redactora de la revista Forbes en Nueva York, y trabajó para ellos durante unos cuatro años.
Desde 1995, ha trabajado para el Financial Times primero como corresponsal en África del Norte, luego como corresponsal y directora en Oriente Medio, así como editora de internacional responsable de la coordinación de la red de más de 100 corresponsales del medio. Encabezó la cobertura del periódico en Oriente Próximo durante la guerra de Irak y la Primavera Árabe en 2011. En 2016, fue ascendida a directora adjunta. Además de sus responsabilidades como directora adjunta, escribe y opina regularmente sobre asuntos mundiales, política y negocios en Oriente Medio.
Tras el anuncio de que Lionel Barber renunciaría como director del periódico en enero de 2020, se anunció que ella lo sucedería en ese cargo.

## Reconocimientos
En 2009, Khalaf ganó el "The Peace Through Media Award" de los International Media Awards "en reconocimiento a su alto nivel de reportaje y a la calidad de su análisis de noticias". En 2011, fue preseleccionada para la categoría de Reportera Extranjera del Año de The Press Awards En 2012, fue preseleccionada para los premios One World Media Awards por su artículo The Muslim Sisterhood. En 2013, ganó, junto con sus colegas del Financial Times Abigail Fielding-Smith, Camilla Hall y Simeon Kerr, el premio Print and Web Feature Story of the Year otorgado por la Foreign Press Association por Qatar: From Emirate to Empire.

## En la ficción
El trabajo y la figura de Khalaf son citadas en la película El lobo deWall Street de 2013 de Martin Scorsese sobre las memorias de Jordan Belfort después de que éste, el especulador que inspira la película, señalase en sus memorias que fue "una insolente periodista de Forbes" la que desató la presión mediática al calificarlo como "una versión retorcida de Robin Hood", que robaba a los ricos para repartirse el botín con "una alegre banda de 'brokers". En la ficción, Khalaf aparece con el nombre de Aliyah Farran (interpretada por Sandra Nelson).